# Eukloedenella
Eukloedenella is een geslacht van uitgestorven kreeftachtigen uit de klasse van de Ostracoda (mosselkreeftjes).

## Soorten
- Eukloedenella abrupta Ulrich & Bassler, 1923 †
- Eukloedenella akbutaensis Rozhdestvenskaya, 1962 †
- Eukloedenella alcocki Copeland, 1962 †
- Eukloedenella biconcava Kroemmelbein, 1954 †
- Eukloedenella brevis Ulrich & Bassler, 1923 †
- Eukloedenella bulbosa Ulrich & Bassler, 1923 †
- Eukloedenella cicatrix Swartz & Whitmore, 1956 †
- Eukloedenella clivula Abushik, 1982 †
- Eukloedenella cuneata Kummerow, 1953 †
- Eukloedenella dalhousiensis Copeland, 1962 †
- Eukloedenella distressa Scott, 1942 †
- Eukloedenella dorsata Ulrich & Bassler, 1923 †
- Eukloedenella doverensis Turner, 1939 †
- Eukloedenella dyzigopleuroides Abushik, 1980 †
- Eukloedenella ellipselloides Kroemmelbein, 1954 †
- Eukloedenella fabaformis Sun (Quan-Ying), 1988 †
- Eukloedenella fornicata Polenova, 1974 †
- Eukloedenella foveolata Ulrich & Bassler, 1923 †
- Eukloedenella incerta Mikhailova, 1978 †
- Eukloedenella indivisa Ulrich & Bassler, 1923 †
- Eukloedenella kureikiensis Neckaja, 1966 †
- Eukloedenella longula Ulrich & Bassler, 1923 †
- Eukloedenella loutrensis Copeland, 1974 †
- Eukloedenella manliensis Swartz & Whitmore, 1956 †
- Eukloedenella partibilis Abushik, 1977 †
- Eukloedenella pennsylvanica (Jones, 1889) Bassler & Kellett, 1934 †
- Eukloedenella perapposita Pribyl, 1962 †
- Eukloedenella perrara Pribyl, 1988 †
- Eukloedenella pilosa Sarv, 1980 †
- Eukloedenella pontotocensis Lundin, 1965 †
- Eukloedenella posterioalta Abushik, 1980 †
- Eukloedenella primitioides Ulrich & Bassler, 1923 †
- Eukloedenella punctillosa Ulrich & Bassler, 1923 †
- Eukloedenella recta Berdan & Copeland, 1973 †
- Eukloedenella repens Pribyl, 1962 †
- Eukloedenella richmondensis Spivey, 1939 †
- Eukloedenella shizikouensis Chen & Bao, 1990 †
- Eukloedenella similis Ulrich & Bassler, 1923 †
- Eukloedenella simplex Ulrich & Bassler, 1923 †
- Eukloedenella sinuata Ulrich & Bassler, 1923 †
- Eukloedenella sipaiensis Wang (S.), 1983 †
- Eukloedenella soloensis Berdan & Copeland, 1973 †
- Eukloedenella striatella Rozhdestvenskaya, 1962 †
- Eukloedenella subaequalis (Swartz & Oriel, 1948) Melik, 1966 †
- Eukloedenella subparallela Wang & Shi, 1982 †
- Eukloedenella subquadrata Kroemmelbein, 1954 †
- Eukloedenella sulcifrons Ulrich & Bassler, 1923 †
- Eukloedenella umbilicata Ulrich & Bassler, 1923 †
- Eukloedenella umbonata Ulrich & Bassler, 1923 †
- Eukloedenella weldae Berdan, 1972 †